# 岩殿山城
岩殿山城（いわどのやまじょう）は、山梨県大月市賑岡町にあった日本の城。標高634メートルの岩殿山に築かれた山城。
甲斐国都留郡の国衆小山田氏の居城とされ、戦国時代には東国の城郭の中でも屈指の堅固さを持っていたことで知られた。山梨県指定史跡（指定名称は「岩殿城跡」）。

## 概要

### 岩殿山
相模川水系の桂川と葛野川とが合流する地点の西側に位置する。頂上の南側直下は鏡岩と呼ばれる礫岩が露出した約150メートルの高さの崖で、狭い平坦地を挟んで、さらに急角度で桂川まで落ち込んでいる。大月市街地からも近く、大月駅からも間近にその姿を眺めることができる。
山頂までは大月駅から徒歩で約1時間。山頂からは富士山が望め、山梨百名山、秀麗富嶽十二景、関東の富士見百景にも選定されている。
山の南側と桂川の間の狭い場所に中央自動車道が通っている。1972年2月末頃には岩殿山で大規模な地滑りが発生、同年3月21日から中央自動車道の相模湖インターチェンジと大月インターチェンジの間が全面通行止めとなった。仮インターチェンジを設けるなどした後、7月22日に通行止めが解除されるまで、通行止めは123日間に及んだ。

### 沿革
江戸時代後期の文化年間成立の『甲斐国志』に拠れば、岩殿山には大同元年（806年）開創と伝わる天台宗寺院の円通寺が存在し、円通寺は岩殿山の南東麓に観音堂や三重塔、新宮などの伽藍が配され、「岩殿権現」「七社権現（明神）」と呼ばれた。13世紀に入ると天台系聖護院末の修験道の場として栄えている。
16世紀になって大名の領国支配制が成立すると、郡内地方は甲斐守護・武田や郡内領の国衆・小山田氏の支配を受けるようになった。
岩殿山城の築城時期は不明であるが、『甲斐国志』では小山田氏の本拠である谷村館（都留市谷村）の詰城説を取っている。『甲斐国志』に先立つ天明3年（1783年）の萩原元克『甲斐名勝志』でも同様の見解が取られており、江戸後期には小山田氏による要害説が認識されていたと考えられている。一方で、近年は岩殿山城を谷村館の詰城とするには距離が離れすぎていることから、武田氏による相模との境目の城として築かれたとする説もある。
甲州街道の通過する大月は武蔵国など関東地方へ至る街道が交差する地点に位置し、甲府盆地と異なる地域的まとまりをもっていた。小山田氏は初め武田氏に対抗していたが、永正6年（1509年）に武田氏に敗北すると、武田氏の傘下に入った。その後は武田氏が相模の北条氏や駿河の今川氏と争い、相模・武蔵と接する郡内領は軍事的拠点となり、岩殿山城は国境警備の役割を果たしていたと考えられている。
岩殿山城は東西に長い大きな岩山をそのまま城にしている。全方面が急峻で、南面は西から東までほとんどが絶壁を連ね、北面も急傾斜である。東西から接近できるが、それも厳しい隘路を通らなければならない。各種の防御施設が配されたが、天然の地形のせいで郭も通路も狭く、大きな施設の余地はなかった。周囲には集落や武家館が点在していたと考えられている。
『信長公記』『甲陽軍鑑』『甲乱記』によれば、天正10年（1582年）3月、織田信長・徳川家康連合軍の武田領侵攻に際して、武田家臣・小山田信茂は新府城（韮崎市中田町中條）から武田勝頼を岩殿山城へ迎えるが、勝頼一行が郡内領へ向かう途中で信茂は勝頼から離反し、勝頼一行は天目山（甲州市大和町）で自害した（天目山の戦い）。『 理慶尼記』では信茂が勝頼に籠城を薦めた岩殿山城を「みつからか在所」と記している。小山田信茂は勝頼滅亡後に織田氏に出仕しているが、甲斐善光寺において信長の嫡子・信忠に処刑され、郡内小山田氏は滅亡する。
同年6月には本能寺の変により信長・信忠が死去し、甲斐・信濃の武田遺領を巡る「天正壬午の乱」が発生する。都留郡では本能寺の変が伝わると土豪や有力百姓などの「地衆」が蜂起し、甲斐国を統治していた織田家臣・河尻秀隆の家臣は追放された。こうした状況から、後北条氏では相模津久井城主・内藤綱秀が都留郡へ侵攻し、岩殿城を確保した。後北条氏はさらに都留郡一帯を制圧する。
天正壬午の乱において甲府盆地において三河国の徳川家康と北条氏直が対峙するが、徳川・北条同盟の成立により後北条氏は甲斐・郡内領から撤兵し、甲斐国は徳川家康が領した。江戸に武家政権を成立させた徳川家康は、幕府の緊急事態の際に甲府への退去を想定していたといわれ、江戸時代にも岩殿山城は要塞としての機能を保った。

### 乃木希典の詩碑
岩殿山の山頂には明治期の陸軍大将である乃木希典の詩碑がある。乃木が明治12年（1879年）に登頂した際のもの。

## 関連画像
- 大月駅から見た岩殿山（2017年11月16日撮影）
- 岩殿山から富士山を望む
- 岩殿山の鎖場（現在通行止め。迂回路あり）
- 稚児落とし（左奥が岩殿山）

## 外部サイト
- ウィキメディア・コモンズには、岩殿山に関するカテゴリがあります。
- 全国遺跡報告総覧　奈良文化財研究所
- 「岩殿山城」を探究する